# Choi Chol-su
Choi Chol-su (ur. 1 grudnia 1969 w Chunnahbokdo) – północnokoreański bokser wagi muszej. W 1992 roku na letnich igrzyskach olimpijskich w Barcelonie zdobył złoty medal.